# Joost van Attevelt
Joost van Attevelt, född efter 1621 i Utrecht, död där 1692, var en nederländsk konstnär.
Attevelt är flitigt omnämnd i Utrecht, där han utförde teckningar för familjevapen, sigill, mynt och medaljer. Han utförde även målningar inom porträtt- och genremåleriet.